# Pamiętniki lekarza
Pamiętniki lekarza (fr. Mémoires d'un médecin) – cykl czterech powieści stworzony przez Aleksandra Dumasa ojca opisujący czasy Francji od ślubu Ludwika XVI z Marią Antoniną do zgilotynowania Ludwika XVI. Kontynuacją losów Marii Antoniny aż do jej śmierci jest powieść "Kawaler de Maison-Rouge", nienależąca jednak do cyklu. Na "Pamiętniki lekarza" składają się powieści:
- Józef Balsamo,
- Naszyjnik królowej,
- Anioł Pitou,
- Hrabina de Charny.

Dwie pierwsze powieści stanowią odrębne całości, oddzielone w czasie o czternaście lat, natomiast akcja dwóch pozostałych tomów rozpoczyna się pięć lat po zakończeniu "Naszyjnika królowej" i następuje bezpośrednio po sobie. Cykl opowiada o genezie, wybuchu i przebiegu Wielkiej Rewolucji Francuskiej. Pokazuje również smutne losy królowej Francji, Marii Antoniny, znienawidzonej przez francuski lud i nieszczęśliwej w miłości. Ukazane są tam również losy postaci zarówno historycznych, jak i fikcyjnych. Powieści są wielowątkowe, losy różnych postaci przeplatają się ze sobą w taki sposób, że trudno powiedzieć, która z nich jest ważniejsza, a która nie. Mamy więc w tych powieściach wątki historyczne i wątki fikcyjne. Są to m.in.:

## Wątki historyczne
- wybuch Wielkiej Rewolucji Francuskiej, jej przyczyny i przebieg
- afera naszyjnikowa dyskredytująca Marię Antoninę w oczach ludu i będąca pośrednią przyczyną wybuchu rewolucji
- działalność mistyczna i polityczna Józefa Balsamo alias Alessandra Cagliostro
- niezbyt udane małżeństwo Ludwika XVI z Marią Antoniną
- romans Ludwika XV i pani du Barry
- działalność takich postaci jak: Jean-Jacques Rousseau, Georges Danton, Jean Paul Marat, Maximilien de Robespierre
- stworzenie gilotyny przez doktora Guillotina
- smutny los Ludwika XVII

## Wątki fikcyjne
- nieszczęśliwa miłość Honoriusza Gilberta do Andrei de Taverney
- nieodwzajemniona miłość Andrei do męża, Oliviera de Charny
- nieszczęśliwa miłość do Marii Antoniny kardynała de Rohan, Filipa de Taverney i Oliviera de Charny, odwzajemniona tylko do tego trzeciego
- nieodwzajemniona miłość Anioła Pitou do Katarzyny Billot
- miłość Katarzyny Billot i Izydora de Charny.
- próby odzyskania syna przez hrabinę de Charny
- polityczno-wojskowa działalność pana Billot
- przygody Anioła Pitou na tle pierwszej fazy Wielkiej Rewolucji Francuskiej
- działalność polityczna Honoriusza Gilberta

Wątki fikcyjne w powieści ":Kawaler de Maison-Rouge" to:
- miłość Maurycego Lindey i Genowefy Dixmer
- spisek kawalera de Maison-Rouge w celu uwolnienia Marii Antoniny.

## Fabuła książek
Józef Balsamo – pierwsza część cyklu. Tytułowy bohater tej powieści to mason i hipnotyzer, twierdzący, że posiada dar nieśmiertelności. Wraz ze swym mistrzem Altotasem i świeżo poślubioną małżonką Lorenzą przybywa do Francji, by przeprowadzić plan obalenia monarchii francuskiej i oddania władzy ludowi. Niestety, Balsamo ma problemy ze swą żoną Lorenzą, która gdy jest w transie - kocha męża, a gdy jest normalna - nienawidzi go. Nie będąc w transie ucieka mu do klasztoru, jednak mąż sprowadza ją za pomocą hipnozy z powrotem. Podróżując po Francji Balsamo korzysta z gościny u starego barona Taverney, gdzie zwraca uwagę na jego córkę, która jako dziewica może być medium. Córka barona Andrea marzy o wielkiej miłości. Kocha się w niej parobek Honoriusz Gilbert, odrzucając przy tym miłość pięknej służącej Nicole (łudząco podobnej do Marii Antoniny). Gilbert ucieka z domu Taverneyów i zostaje najpierw maskotką kochanki Ludwika XV, pani du Barry, ale od niej też ucieka i zostaje sługą filozofa Rousseau, aż w końcu zwraca na niego uwagę sam Balsamo. Do Francji przybywa eskortowana przez Filipa de Taverney (starszego brata Andrei) Maria Antonina, która zostaje żoną delfina Francji, Ludwika. Tymczasem Balsamo wyrabia sobie pozycję w stolicy. Trzyma Lorenzę w domu bez hipnozy licząc na to, że go pokocha go obiema swymi osobowościami. Niestety kobieta ucieka od niego i denuncjuje go na policji jako wroga króla. Balsamo hipnotyzuje Andreę, by ta znalazła jego ukochaną, ale zapomina potem wyprowadzić ją z transu, co wykorzystuje Gilbert, gwałcąc nieprzytomną dziewczynę. Balsamo zabiera żonę z posterunku policji i unika aresztowania. Zostawia Lorenzę w transie i żyje z nią teraz jak mąż z żoną. Jednakże Altotas potrzebuje krwi dziewicy lub niemowlęcia do eliksiru młodości, dzięki któremu utrzymuje się przy życiu. Zabija więc w celu uzyskania tego specyfiku Lorenzę nie wiedząc, że nie jest już ona dziewicą. Gdy to odkrywa, umiera, nie zdążywszy zrobić nowego eliksiru. Balsamo nie pomaga mu i z mściwą satysfakcją patrzy na agonię mistrza. Nieświadoma utraty dziewictwa Andrea z przerażeniem dowiaduje się, że jest w ciąży i ku swej rozpaczy rodzi synka, którego porywa Gilbert i ukrywa u młodej wieśniaczki Pitou, po czym ucieka statkiem do Ameryki, ale na Wyspach Azorskich dopada go Filip de Taverney i strzałem z pistoletu powala na ziemię. Umiera Ludwik XV, na tron wstępuje jego wnuk, delfin Ludwik XVI, mąż Marii Antoniny. Pani du Barry traci wpływy i zostaje zmuszona do opuszczenia Paryża.
Naszyjnik królowej – druga część cyklu. Józef Balsamo zmienia nazwisko na Alessandro Cagliostro i wraca do Francji, by dalej kontynuować swoje zadanie obalenia monarchii. Znajduje w Paryżu młodą dziewczynę Oliwię, w której rozpoznaje Nicole, byłą służącą Taverneyów, łudzącą podobną do Marii Antoniny. Obiecuje jej sporą sumę pieniędzy, jeśli dziewczyna zamieszka w wyznaczonym jej domu i pojawi się z nim czasami publicznie. Oliwia w masce bierze razem z nim udział w balu w operze, podczas którego jednak niechcący odkrywa swoją twarz i wszyscy uczestnicy balu sądzą, iż mają do czynienia z królową. W Marii Antoninie są zakochani trzej mężczyźni: kardynał Ludwik de Rohan, Filip de Taverney oraz hrabia Olivier de Charny, który jako jedyny cieszy się jej wzajemnością. Filip i Olivier wspólnie niszczą złośliwe pamflety na temat królowej, po czym pojedynkują się o jej względy i Olivier zostaje ranny. Dogląda go zakochana w nim dwórka królowej, Andrea de Taverney, ale słusznie podejrzewając, że ma rywalkę w samej Marii Antoninie, porzuca służbę i zostaje nowicjuszką zakonną. Ludwik XVI chce podarować żonie piękny naszyjnik, ale królowa odmawia ze względu na jego zbyt wysoką cenę. Podstępna intrygantka Joanna de Valois, hrabina de La Motte, zostaje kochanką kardynała de Rohan. Wiedząc jednak o miłości duchownego do królowej wmawia mu, iż Maria Antonina chce go prosić o pośrednictwo w kupnie owego naszyjnika oraz zapłaceniu jego pierwszej raty. Uszczęśliwiony kardynał płaci pierwszą ratę za naszyjnik i wręcza go obiektowi swych westchnień podczas nocnej schadzki w ogrodzie. Nie wie jednak, że ma do czynienia jedynie z przebraną Oliwią, którą dzięki intrydze Cagliostra hrabina de La Motte poznała i zwerbowała do realizacji swego przebiegłego planu. Wszystko jednak wychodzi na jaw, gdy jubilerzy odwiedzają królową i domagają się spłaty reszty rat. Ludwik XVI wszczyna śledztwo. Wskutek tego hrabina de La Motte, Cagliostro, kardynał de Rohan i Oliwia zostają aresztowani. Hrabia de La Motte ucieka z naszyjnikiem za granicę, ale zostaje schwytany na próbie sprzedaży diamentów z niego wydłubanych. W międzyczasie Oliver de Charny i królowa Maria Antonina nawiązują platoniczny romans - urządzają potajemnie schadzkę, której świadkiem jest Filip de Taverney. Król przypadkiem przyłapuje zakochanych na wyznaniach miłosnych, ale królowa ratuje siebie i ukochanego, kłamiąc, iż Oliwier prosił ją o rękę Andrei. Uspokojony władca wyraża na ten ślub zgodę. Maria Antonina wydobywa więc dziewczynę z klasztoru i zaręczają ją z hrabią, który jednak w dniu zaręczyn podczas kłótni z bratem swej przyszłej żony wyraźnie daje rodzeństwu de Taverney do zrozumienia, iż ślub ten jest tylko parawanem do ukrycia miłości jego i królowej. Andrea jest załamana, gdyż szczerze kocha Oliviera. Tymczasem proces zamieszanych w aferę naszyjnikową trwa. Kardynał de Rohan i Cagliostro zostają uniewinnieni (ten drugi jednak z obawy o swoje życie wyjeżdża za granicę), Oliwia zostaje po cichu wypuszczona na wolność. Hrabia de La Motte trafia na galery, a jego żona otrzymuje jako karę areszt domowy oraz publiczną chłostę połączoną z napiętnowaniem. Olivier de Charny i Andrea de Taverney pobierają się, ale żadne z nich nie jest z tego zadowolone. Filip wyrusza w świat szukać przygód i zapomnienia.
Anioł Pitou – trzecia część cyklu. Honoriusz Gilbert nie zginął w pojedynku z Filipem, lecz został w ostatniej chwili ocalony przez Cagliostra, który uczynił go swoim uczniem. Honoriusz jest obecnie lekarzem i rzecznikiem praw ludu, ma za sobą walkę o niepodległość Stanów Zjednoczonych Ameryki Płn. Poznajemy w tej powieści jego syna Sebastiana oraz mlecznego brata Sebastiana, sierotę Ludwika Anioła Pitou. Chłopca po śmierci matki wychowuje jego ciotka Angelika - skąpa dewotka. Gdy chłopiec przez zbyt częste błędy popełniane w łacińskich tekstach zostaje wyrzucony ze szkoły przez fanatycznego księdza Fortier, a z domu przez ciotkę, zamieszkuje u gospodarza Billota, który jest przyjacielem Gilberta. Pitou potajemnie kocha się w córce Billota, Katarzynie, która jednak zamiast niego woli przystojnego i bogatego wicehrabiego Izydora de Charny, brata Oliviera. We wsi Pitou z Billotem zachęcają lud do buntu wobec arystokracji. W końcu we wsi zjawiają się agenci policyjni, którzy kradną Billotowi podczas rewizji szkatułkę z dokumentami, którą powierzył mu Gilbert. Billot i Pitou pędzą więc do Paryża powiadomić doktora Gilberta o wszystkim. Ten jednak siedzi w Bastylii, podczas gdy w Paryżu trwają zamieszki. Lud podburzony przez Billota bierze szturmem Bastylię i uwalnia jej więźniów, w tym Gilberta, który odkrywa, że został aresztowany na rozkaz królowej, którą poprosiła o to hrabina de Charny (czyli Andrea) – to ona również nasłała agentów, by ukradli szkatułkę z dokumentami, ponieważ zawarte w niej papiery kompromitowały ją (Honoriusz ukradł je kiedyś, by zabezpieczyć się przed zemstą tej mściwej kobiety). Lud chce zamordować rodzinę królewską, jednak postawa Billota nie pozwala im na to. Gilbert staje się osobistym lekarzem króla i jego pomocnikiem w negocjacjach z ludem Paryża. Przy okazji odzyskuje od mściwej Andrei za pomocą hipnozy szkatułkę z dokumentami., którą następnie chowa w bezpiecznym miejscu. Zamieszki trwają i chroniąc królową, ginie w nich baron Jerzy de Charny, brat Oliviera i Izydora. W tym czasie Billot broni rodziny królewskiej przez rozwścieczonym tłumem. Pitou razem z Sebastianem Gilbertem wraca na wieś, gdzie zostaje uznany za bohatera. Ku jego rozpaczy Katarzyna Billot ma romans z Izydorem de Charny. Grupa młodzików wybiera Anioła Pitou na dowódcę swej Gwardii Narodowej. Broń zdobywają zabierając ją siłą z prywatnego muzeum księdza Fortiera. Izydor wezwany przez Oliviera wyjeżdża do Paryża, co powoduje chorobę Katarzyny.
Hrabina de Charny – czwarta część cyklu. W Paryżu rozwija się coraz bardziej rewolucja. Obserwujący to wszystko Cagliostro jest załamany, nie tego oczekiwał. Nie przerywa jednak swoich działań, dążąc do stworzenia swojej własnej wizji republiki. Wspomaga finansowo Oliwię, która założyła rodzinę. Tymczasem król z pomocą Gilberta próbuje dogadać się z ludem Paryża. Izydor de Charny oraz Sebastian Gilbert przybywają do Paryża. Ten drugi w mieście odnajduje przypadkiem swoją matkę, Andreę. Kobieta rozpoznaje syna i zabiera go do swego domu, ale nie udaje się go jej zatrzymać przy sobie, gdyż podczas rozmowy zaczyna wypowiadać się źle o jego ojcu. W dodatku chwilę później chłopak widzi, że matka wyraźnie wstydzi się go przed swoim mężem. Załamany tym wszystkim Sebastian ucieka od matki i przypadkiem zostaje ranny w zamieszkach. Ratują go jednak Jean Marat oraz doktor Guillotin, twórca gilotyny. Gilbert zaniepokojony o syna hipnotyzuje Andreę i z jej pomocą odnajduje Sebastiana. Po tych wydarzeniach pozwala synowi widywać się z matką. On i Andrea postanawiają również, w imię miłości do swego dziecka, zapomnieć o dawnych urazach. Tymczasem chorą Katarzyną troskliwie opiekuje się Anioł Pitou. Gdy odzyskuje ona zdrowie młodzieniec zgadza się, poświęcając przy tym własne uczucia, pośredniczyć miłosnej parze (Katarzynie i Izydorowi) w wymianie korespondencji. Jednakże z Paryża wraca Billot, któremu romans córki z arystokratą bardzo się nie podoba. Rozgłasza zasady ustanowione przez rewolucję w swojej wsi i podczas mszy w kościele publicznie zmusza księdza Fortiera do ich uznania. W końcu Katarzyna i Izydor z pomocą Anioła Pitou uciekają razem, pomimo tego że Billot chce zastrzelić kochanka córki. Na skutek tego romansu Katarzyna rodzi synka, któremu nadaje imię jego ojca. Billot namówiony przez Cagliostra wstępuję do loży masońskiej i staje się zażartym wrogiem arystokracji, duchowieństwa i monarchii. W parlamencie zostaje ogłoszona konstytucja. Król podpisuje się pod nią, ale jednak potajemnie namówiony przez żonę planuje ucieczkę za granicę. Olivier wyjeżdża z Paryża i wraca po sprawdzeniu terenów, po których ma się poruszać rodzina królewska. Ucieczka jednak się nie udaje, a Izydor de Charny ginie w obronie królewskiej rodziny, którą potem oddział chłopów dowodzony przez Billota odwozi do Paryża. Andrea godzi się z Gilbertem, a także w końcu odnajduje szczęście w ramionach swojego męża, który po rozmowie z wciąż zakochaną w nim Marią Antoniną, uświadamia sobie, że jego żona jest aniołem. Ich szczęście trwa jednak zaledwie rok. Małżonkowie biorą pod opiekę Katarzynę Billot i jej syna. Dziewczyna odwiedza z Aniołem Pitou rannego w zamieszkach ojca, a potem wraca do umierającej matki, która błogosławi ją. Ksiądz Fortier odmawia udzielenia chrześcijańskiego pochówku pani Billot, ale jej mąż, odzyskawszy zdrowie, siłą zmusza go do tego. Kraj dzieli się na kilkanaście zwalczających się nawzajem partii politycznych. Król i królową apelują listownie o pomoc z Europy, o czym jednak dowiadują się paryżanie i wykorzystują to jako argument przeciwko monarchii. Wybucha rewolucja antymonarchistyczna, w której biorą udział Pitou i Billot. Olivier ginie w obronie rodziny królewskiej, tak jak wcześniej jego bracia Izydor i Jerzy. Andrea jako arystokratka zostaje aresztowana i trafia pod sąd. Gilbert dwukrotnie próbuje ją ocalić - najpierw otrzymując akt ułaskawienia od Dantona, a potem na procesie utrzymując, iż hrabina de Charny jest obłąkana. Kobieta jednak celowo szuka śmierci i mimo uniewinnienia na procesie celowo prowokuje znajdujących się na nim ludzi, przez których zostaje zamordowana. Umiera w ramionach Gilberta, który chowa ją obok jej męża. Wojska antyfrancuskiej koalicji zostają pokonane przez wojska rewolucjonistów. Ludwik XVI ginie na gilotynie oskarżony o zdradę stanu. Doktor Gilbert z synem oraz stary Billot za namową Cagliostra opuszczają Francję i udają się do Ameryki. Farma Billotów oraz zamek de Charny zostają skonfiskowane przez państwo. Anioł Pitou żeni się z Katarzyną Billot, która zaczyna odwzajemniać jego uczucia, a także adoptuje jej synka. Na wieść o jego ślubie ciotka Angelika umiera. Pitou w jej starym fotelu znajduje zaszyte złoto. Odkupuje za nie zamek de Charny oraz farmę Billotów i ofiaruje ukochanej w prezencie ślubnym. 
Kawaler de Maison-Rouge – nienależąca do właściwego cyklu powieść, będąca jednak kontynuacją losów Marii Antoniny aż do jej zgilotynowania. Maria Antonina wraz z synkiem Ludwikiem XVII, córką i szwagierką przebywa w twierdzy Temple. W celu jej uwolnienia tajemniczy kawaler de Maison-Rouge (prawdopodobnie Filip de Taverney) szykuje spisek w celu ocalenia królowej. Młody rewolucjonista Maurycy Lindey i jego przyjaciel Maksymilian Jan Hiacynt Lorin ratują młodą mężatkę Genowefę Dixmer, w której zakochuje się ten pierwszy. Mąż kobiety z wdzięczności zaprasza młodzieńca do siebie, tam zaś miłość Maurycego i Genowefy rozwija się. Dixmer jest garbarzem, ale potajemnie ze swoim wspólnikiem Morandem zajmuje się przemytem. Wkrótce jednak okazuje się, że przemyt to przykrywka dla działalności mającej na celu odbicie Marii Antoniny z więzienia. Morand to w rzeczywistości przebrany kawaler de Maison-Rouge dążący do uwolnienia królowej z więzienia. Dixmer pomaga mu w tym, zachęcając Genowefę do uwiedzenia Maurycego (nie mając jednak pojęcia, że ich fikcyjny romans zamieni się w prawdziwą miłość). De Maison-Rouge próbuje uwolnić królową robiąc podkop pod jej więzienie. Jednakże plan się nie powodzi z powodu aresztowania jego agentki, panny Heloizy Tison, młodej kwiaciarki (do czego Maurycy niechcący się przyczynia). Królowej zostaje odebrany jej synek i oddany pod opiekę psychopatycznego szewca Simona, który maltretując chłopca chce siłą zrobić z niego republikanina, a także zmusza do tego, by zeznał przed sądem, że matka go molestowała seksualnie. Tymczasem podczas akcji mającej na celu złapania kawalera de Maison-Rouge i Dixmerów Maurycy pomaga całej trójce uciec, a Genowefę ukrywa u siebie. Niestety, Dixmer zjawia się u niego i zabiera żonę, odkrywszy przy tym, że kobieta naprawdę kocha młodego rewolucjonistę. Postanawia za jednym zamachem uwolnić królową i zemścić się na niewiernej żonie. Postępem oboje wpadają do więzienia i Genowefa ma się zamienić strojami z Marią Antoniną, która opuści celę jako żona Dixmera, zaś na śmierć zamiast niej pójdzie pani Dixmer. Plan jednak się nie udaje, gdyż traf chce, iż w tej samej chwili swój plan uwolnienia królowej przeprowadzał kawaler de Maison-Rouge – podrzucił on królowej pilnik, by wycięła kratę z oknie, którą on sam miał wyrwać z zawiasów. Dwa plany ratunkowe naraz to stanowczo za dużo i nie udają się. Genowefa zostaje aresztowana, Maria Antonina idzie na gilotynę. Chwilę po jej śmierci kawaler de Maison-Rouge popełnia samobójstwo przebijając się nożem. Lorin zostaje aresztowany i trafia do jednej celi z Genowefą, którą rano mają ściąć. Dixmer chce uprzykrzyć jeszcze ostatnie chwile swojej żony za pomocą zdobytej podstępem przepustki. Jednakże Maurycy zabija go w pojedynku na szpady i sam korzystając z przepustki wchodzi do więzienia, by umrzeć z ukochaną. Przepustkę daje Lorinowi, który wychodzi z lochu tylko po to, by zabić Dixmera. Gdy jednak odkrywa, że ów podły mąż został już wcześniej zabity, radośnie wraca do więzienia. Cała trójka idzie następnego dnia na gilotynę spokojna i szczęśliwa.

## Bohaterowie

### Postacie historyczne
Józef Balsamo alias Alessandro Cagliostro alias baron Zannone – włoski arystokrata, mistyk, hipnotyzer i Wielki Kofta - przywódca tajnej loży masońskiej, która miała na celu usunięcie monarchii we Francji i wprowadzenie republiki. Tytułowy bohater I części. Balsamo to niezwykle tajemnicza i niejednoznaczna postać. Z jednej strony to mason, człowiek uczony, wiele wiedzący o świecie, potrafiący hipnotyzować. Z drugiej to spiskowiec, który nie boi się skompromitować królowej, by zniszczyć monarchię. Z trzeciej zaś strony to zakochany nieszczęśliwie w pięknej Lorenzie romantyk, który łudzi się, że kobieta pokocha go obiema swymi osobowościami, a nie tylko jedną. Balsamo opowiada o sobie, że żyje od setek lat i zawsze odradza się po śmierci jako młody człowiek. Po śmierci Lorenzy załamuje się jako romantyk, jednakże kontynuuje dążenie do zniszczenia monarchii, biorąc udział w tzw. aferze naszyjnikowej. Aresztowany we Włoszech za planowanie obalenia monarchii, ucieka i zmieniwszy nazwisko na Cagliostro, dalej działa. Jednakże sama rewolucja go załamała, także zrozpaczony usuwa się w cień. Co prawda dalej dąży do wprowadzenia swojej wizji republiki, lecz bez powodzenia. Występuje w I, II i IV części cyklu.
Maria Antonina – żona Ludwika XVI, matka Ludwika XVII, córka cesarzowej Austrii Marii Teresy. Kobieta piękna i szlachetna, choć też dumna i nieco arogancka. Znienawidzona przez lud Francji, którym gardziła. Skompromitowana w aferze naszyjnikowej królowa, przedmiot miłości kardynała de Rohan, Filipa de Taverney i Oliviera de Charny. Nieszczęśliwa w małżeństwie oddała się romansowi z tym ostatnim. Ostatecznie została aresztowana i ścięta na gilotynie wkrótce po śmierci swego męża. Nieudolnie próbował ją wydostać z więzienia kawaler de Maison-Rouge. Maria Antonina występuje we wszystkich częściach cyklu.
Ludwik XVI – król Francji z dynastii Burbonów, wnuk króla Ludwika XV, mąż Marii Antoniny, brat późniejszych królów Ludwika XVIII i Karola X. Ukazany w powieści jako sympatyczny, ale nieudolny władca, pozwalający, by lud Paryża go poniżał podczas rewolucji (np. każąc mu nosić barwy rewolucyjne). Ludwik jest dobrym człowiekiem, miłym i wrażliwym, ale nie nadaje się na króla. Bardziej niż rządzeniem państwem woli zajmować się naprawianiem zegarków. Żonę swoją kochał, ale nie okazywał jej tego tak, jak ona tego od niego oczekiwała. Do końca wierzył w to, że lud nie podniesie na niego ręki. Pomylił się i przypłacił to życiem – został ścięty na gilotynie. Występuje we wszystkich częściach cyklu.
Lorenza Feliciani – ukochana żona Józefa Balsamo, Włoszka, wychowana w gorliwym katolicyzmie. Jej dusza dzieliła się na dwie osobowości – pierwsza osobowość nienawidziła Balsamo, uważając go za demona; druga osobowość (uwalniana jedynie podczas transu hipnotycznego) kochała go i podziwiała. Mąż trzymał ją przy sobie w zamknięciu, rozpieszczając ją jednak i licząc, że pokocha go również pierwszą osobowością. Jednakże przeliczył się, więc ostatecznie zatrzymał ją na stałe w hipnozie i żył z nią jak z żoną (wcześniej Lorenza była dziewicą). Ich szczęście nie trwało jednak długo, gdyż Lorenzę zabił potrzebujący krwi dziewicy Altotas. Po jej śmierci Balsamo załamał się. Lorenza pojawia się tylko w I części.
Doktor Joseph Ignace Guillotin – lekarz, twórca gilotyny, którą jednak stworzył jako maszynę do szybkiego i łatwego amputowania kończyn. Nie spodziewał się, że jego maszyna zostanie wykorzystana do czynienia terroru we Francji. Pojawia się w I i IV części.
Ludwik XV – król Francji, poprzednik Ludwika XVI, prawnuk i następca Ludwika XIV. Ukazany jako król lubiący rozrywki, łatwo się nudzący i chwilami niezdecydowany. Nie przejmuje się zbytnio sprawami państwowymi, zostawiając je do rozstrzygnięcia swym urzędnikom. A jednak zadbał o korzystny politycznie ślub swego następcy. Umiera na końcu I części. To właśnie przez takich ludzi jak Ludwik XV wybuchła Wielka Rewolucja Francuska.
Madame du Barry – hrabina, faworyta Ludwika XV, kobieta bardzo wpływowa, próżna i arogancka. Przeciwieństwo swej poprzedniczki, markizy de Pompadour (kobiety z klasą). Kobieta żądna władzy, mająca nawet własną policję. Miała duży wpływ na króla i jego politykę. Wzięła na pazia Gilberta. Po śmierci Ludwika XV uciekła z Paryża, którego lud jej nienawidził. Występuje w I i II części.
Joanna de Valois, hrabina de La Motte – czarny charakter II części cyklu. Wraz z Cagliostrem ośmieszyła królową Marię Antoninę w słynnej aferze naszyjnikowej. Kobieta próżna, arogancka i bardzo pewna siebie. Należała do słynnego rodu Walezjuszów, który utracił władzę na korzyść Burbonów, za co Joanna obiecała królom Francji zemstę. Choć jej intryga wyszła na jaw, a Joanna de Valois została publicznie ukarana chłostą, napiętnowaniem i banicją, to jednak afera naszyjnikowa zrobiła swoje – przyczyniła się do wybuchu Wielkiej Rewolucji Francuskiej.
Altotas – mistrz Józefa Balsamo, tajemnicza postać, alchemik. Wraz z Balsamem podróżował po świecie. Wiedział o planach swego ucznia, jednakże nie brał w nich udziału, niewiele go one bowiem obchodziły. Bardziej wolał zajmować się swoją własną osobą. Był już bardzo stary, więc utrzymywał się przy życiu za pomocą tajemniczego eliksiru młodości, do którego potrzebował krwi dziewicy lub niemowlęcia. Dlatego też, będąc przekonany o dziewictwie Lorenzy, bez skrupułów zabija ją, by jej krwi użyć do specyfiku. Zbrodnia ta jednak nic mu nie dała, ponieważ Lorenza od paru dni nie była dziewicą. Odkrywszy to, Altotas umiera, nie otrzymawszy od Balsamo pomocy. Występuje tylko w I części.
Simon – szewc, pijak i psychopata, rewolucjonista. To właśnie jemu oddano "pod opiekę" małoletniego Ludwika XVII, którego próbował na siłę przerobić na republikanina. Katował chłopca, zmuszając go do fałszywych zeznań przeciwko jego matce. Był donosicielem. Nienawidził Maurycego Lindeya i Jana Hiacynta Lorina. Występuje w części I (epizodycznie, jako szewski terminator) i w powieści "Kawaler de Maison-Rouge".
Maximilian Robespierre, Georges Danton i Jean Paul Marat – przywódcy Wielkiej Rewolucji Francuskiej, pojawiają się w powieściach epizodycznie, nie wpływają zbyt mocno na życie bohaterów. Ich kariera zrobiona podczas rewolucji jest tematem IV części cyklu. 
Ludwik XVII – syn Ludwika XVI i Marii Antoniny, mały chłopiec, który padł ofiarą rewolucji. Oddzielony od matki i oddany pod opiekę Simona był maltretowany i krzywdzony. Pod wpływem bicia zeznał fałszywie, że matka go molestowała seksualnie. Jego dalsze losy są nieznane, prawdopodobnie zmarł na skutek skatowania przez Simona. Występuje w III i IV części oraz w powieści "Kawaler de Maison-Rouge".
Markiz de La Fayette – jeden z przywódców rewolucji, bardzo poważany przez lud francuski, brał udział w walce w niepodległość Stanów Zjednoczonych. Nie chciał obalenia króla i królowej, próbował pogodzić ich z ludem. Niestety, rewolucja przeszła jego oczekiwania, a on sam nie był w stanie powstrzymać lud przez zbrodniami. Pojawia się w III i IV części.

### Postacie fikcyjne
Klara Andrea de Taverney, hrabina de Charny – najważniejsza z postaci fikcyjnych, żona Oliviera, matka Sebastiana Gilberta, córka starego barona Taverney, siostra Filipa, dwórka Marii Antoniny, tytułowa bohaterka części IV. Postać niejednoznaczna. Z jednej strony bowiem to kobieta mściwa i pełna uprzedzeń – gardzi Gilbertem z powodu jego niskiego pochodzenia, odtrąca go, a także mści się na nim nawet po kilkunastu latach. Z drugiej zaś strony to kobieta okrutnie skrzywdzona, zgwałcona w stanie transu, w który wprowadził ją Cagliostro. Nieszczęśliwa matka, nie dosyć, że owocem gwałtu jest ciąża, to jeszcze gwałciciel, ojciec dziecka, Honoriusz Gilbert, porywa je. Nieszczęśliwa w miłości kobieta, zakochana do szaleństwa w swym mężu, hrabi Olivierze de Charny, który ożenił się z nią tylko po to, by ukryć swoje uczucie do Marii Antoniny. Po piętnastu latach hrabina de Charny znajduje swego syna, ale traci jego miłość, wypowiadając się źle o jego ojcu, a także jawnie ukazując mu, że wstydzi się nieślubnego dziecka przed swoim mężem. Kobieta dumna i próżna, ale też na swój sposób szlachetna i szczęśliwa tylko przez ostatni rok swojego życia. Rywalka królowej w miłości do Oliviera de Charny, ale zwolenniczka monarchii. Sama sprowadza swoją śmierć, krzycząc: "Niech żyje król, niech żyje królowa, niech żyje monarchia!". Andrea (jeszcze jako dziewica) nieświadomie służyła parę razy Józefowi Balsamo jako medium. Wkrótce po śmierci męża, zabitego 10 sierpnia 1792 roku w obronie rodziny królewskiej, została aresztowana jako arystokratka. Gilbert dwukrotnie próbował wyrwać ją z więzienia, ale odrzuciła jego pomoc, sama pragnąć śmierci, zrozpaczona po stracie ukochanego. W ostatnich latach życia pogodziła się z ojcem swego dziecka i doceniła to, że troskliwie się nim opiekował przez te wszystkie lata. Zabita podczas rzezi 2-3 września 1792 roku, umarła na rękach Gilberta i została przez niego pochowana obok męża. Oprócz Józefa Balsamo centralna postać cyklu, występuje we wszystkich częściach.
Honoriusz Gilbert – (w I części cyklu ma na imię Sebastian, w pozostałych Honoriusz) najpierw parobek rodziny Taverney (cz. I), potem lekarz i obrońca praw ludu (cz. III i IV), ojciec Sebastiana Gilberta. Syn mamki Andrei de Taverney. Człowiek nieszczęśliwy w miłości. Od młodości zaczytywał się w powieściach filozoficznych i postanowił się poświęcić walce o swoje zasady. W tym celu odtrącił zakochaną w nim służącą Nicole, choć powodem tego czynu była bardziej jego nieszczęśliwa miłość do Andrei de Taverney, która jednak nim gardziła jako człowiekiem z ludu. Później został paziem-maskotką pani du Barry (metresy Ludwika XV), ale uciekł od niej i został uczniem pana Rousseau. Jego miłość do Andrei i brak wzajemności popchnęła go do podłego czynu – wykorzystał dziewczynę seksualnie, gdy ta była w transie hipnotycznym. Gdy chciał wszystko naprawić, było już za późno. Spłodzone w ten sposób dziecko Gilbert porwał i ukrył przed jego matką i jej rodziną. Dopadnięty przez Filipa de Taverney został postrzelony przez niego w serce (nie chciał zdradzić miejsca ukrycia swego dziecka), ale ocalił go Cagliostro, czyniąc swoim uczniem. Następnie Gilbert rozpoczął walkę o wolność Stanów Zjednoczonych Ameryki, a później dążył do wprowadzenia zasad republiki we Francji. Aresztowany wskutek starań Andrei, znalazł się w Bastylii, ale uwolnili go zbuntowani paryżanie 14 lipca 1789 r. Od tego czasu został królewskim lekarzem i starał się pomagać królowi w negocjacjach z ludem. Gilbert jako młody chłopak był lekkomyślny i porywczy. Gdy urodził mu się syn, dojrzał emocjonalnie i dorósł. Opiekował się synem Sebastianem, ale wspomagał również Anioła Pitou i rodzinę Billotów. Zasiadał w Konwencie po stronie prawicy. Po egzekucji Ludwika XVI, za namową Cagliostra, wyjechał wraz z synem i Billotem do Ameryki. Występuje w I, III i IV części cyklu.
Filip de Taverney, kawaler de Maison-Rouge – syn starego barona de Taverney, starszy brat Andrei. Młody żołnierz pogardzany przez ojca, który go nie rozumiał. Miał dobre kontakty z siostrą, wobec której był opiekunem i przyjacielem. Filip był człowiekiem szlachetnym i odważnym, ale też porywczym i mściwym. Osobiście eskortował do Francji Marię Antoninę, w której zakochał się. Odwożąc ją do stolicy kraju, wszedł w konflikt ze szwagrem pani du Barry. Mszcząc zgwałconą siostrę, ciężko postrzelił bez walki bezbronnego Gilberta. Bił się również z Olivierem o względy Marii Antoniny, ale bez rezultatu. Człowiek nieszczęśliwy w miłości. Po ślubie siostry wyruszył w świat szukać przygód i zapomnienia. Występuje w części I i II.
Hrabia Jerzy Olivier de Charny – mąż Andrei, starszy brat Jerzego i Izydora. Z wzajemnością zakochał się w Marii Antoninie, o której względy walczył z Filipem de Taverney. By ukryć swoją miłość do królowej, na jej prośbę poślubił Andreę, która się w nim zakochała. Niestety, nie umiał dać jej miłości, nienawidził wmuszonej mu żony, okazywał jej niechęć i obojętność. Dopiero pod koniec IV części docenił Andreę i przeżył z nią szczęśliwy rok. Cały czas starał się ocalić Marię Antoninę i pomóc uciec z kraju, co jednak mu się nie udało. Zginął w obronie rodziny królewskiej, tak jak wcześniej obydwaj jego bracia, Jerzy i Izydor. Występuje w II, III i IV części cyklu.
Ludwik Anioł Pitou – młody wieśniak, mleczny brat Sebastiana Gilberta, tytułowy bohater części III. Po śmierci matki wychowany przez ciotkę dewotkę. Jako chłopiec był psotnym włóczykijem, uwielbiał robić pułapki na zwierzęta. Miał bardzo długie nogi, co pozwalało mu szybko biegać. Chodził do szkoły kościelnej księdza Fortiera, skąd go wyrzucono za błędy w łacinie. Zaopiekował się nim wówczas pan Billot, który stał mu się przyjacielem. Pitou wraz z nim zachęcał ludzi do walki o wolność, a potem obaj pojechali do Paryża, biorąc udział w I fazie Wielkiej Rewolucji. Obaj na czele ludu paryskiego zdobyli Bastylię. Pitou jednak uległ fali rewolucji, aż do chwili, kiedy Gilbert i Billot nie zwrócili mu uwagę na to, że bierze udział w zbrodni. Wrócił na rodzinną wieś, gdzie został szefem miejscowej Gwardii Narodowej, mszcząc również swe zniewagi, jakie zadał mu ksiądz Fortier. Jako rewolucjoniście powodziło mu się, ale jako kochankowi już nie. Katarzyna Billot, w której był zakochany, wolała zamiast niego wicehrabiego Izydora de Charny. Zrozpaczony chłopak pomógł jednak swej sympatii osiągnąć szczęście, poświęcając jednak przy tym swoje własne. Po śmierci wicehrabiego troskliwie opiekował się ukochaną i jej dzieckiem. Uzyskał dzięki temu miłość panny Billot, o której zawsze marzył. Występuje w części I (jako małe dziecko), III i IV. Pod koniec IV części żeni się z Katarzyną Billot, adoptuje jej synka i za złoto znalezione w domu zmarłej ciotki odkupuje farmę Billotów, skonfiskowaną po ucieczce Billota za granicę, a także posiadłość rodziny Charny, skonfiskowaną po śmierci Oliviera i Andrei. Człowiek prosty, ale szlachetny i wielkoduszny.
Anna Katarzyna Billot – młoda wieśniaczka, nieodwzajemniona miłość Anioła Pitou, którego ona sama traktowała jak przyjaciela, lecz kochała się w Izydorze de Charny. Przez to znienawidziła rewolucję, ponieważ dążyła ona do zniszczenia arystokracji. Była inteligenta, ale również mało rozsądna. Świetnie radziła sobie w gospodarstwie, ojciec powierzał jej najbardziej poważne zadania z nim związane. Przez pewien czas gardziła Aniołem Pitou za jego udział w rewolucji, ale gdy zachorowała z powodu wyjazdu ukochanego do Paryża i Pitou się nią opiekował, doceniła go. Gdy jej ojciec próbował zabić Izydora, Katarzyna uciekła z nim, w czym pomagał jej Pitou. Związała się z kochankiem i urodziła mu synka. Po śmierci wicehrabiego de Charny została sama bez środków do życia. Zaopiekowali się nią Anioł Pitou, a także Olivier i Andrea. Ku oburzeniu wszystkich wróciła na rodzinną wieś ze swym nieślubnym dzieckiem na pogrzeb matki, po czym zamieszkała z wciąż kochającym ją Pitou, którego po kilku miesiącach pokochała równie mocno, co on ją. Pod koniec IV części poślubia  Anioła Pitou, który adoptuje jej synka i zyskuje szczęście. Katarzyna występuje w części III i IV.
Piotr Franciszek Billot – (imię nie jest pewne, w III części nosi imię Piotr, w IV Franciszek) niepiśmienny wieśniak z rodzinnej wsi Anioła Pitou, przyjaciel doktora Gilberta, który pomagał mu finansowo. Ojciec Katarzyny. Człowiek dobry, odważny, pracowity, ale też i mściwy. Nienawidził arystokracji i księży, uważając ich za nierobów i pasożytów. Zaopiekował się Aniołem Pitou i z jego pomocą szykował wiejską rewolucję przeciwko burżuazji. Potajemnie ukrywał u siebie kompromitujące hrabinę de Charny papiery, które powierzył mu Gilbert. Gdy papiery zostały mu skradzione, pojechał z Pitou do Paryża, gdzie wziął udział w I fazie rewolucji, stojąc na czele ludu zdobywającego Bastylię. To on również aresztował próbującą zbiec z Francji rodzinę królewską. Billot jednak nie popierał zbrodni popełnianych przez rewolucję, dlatego ocalił przed zamordowaniem przez wzburzony tłum Ludwika XVI i jego bliskich. Załamany rewolucją chciał wrócić na wieś, ale ostatecznie poczekał z tym do czasu, aż sytuacja w kraju się nie ustabilizuje, na wieś zaś wysłał Pitou. Gdy sam już wrócił, zaczął rozszerzać hasła rewolucyjne wśród ludzi. Wkrótce jednak odkrył, że jego własna córka ma romans z arystokratą, więc postanowił go zabić. Ostatecznie dzięki staraniom Anioła Pitou nie udało mu się to. Po tym wydarzeniu jednak znienawidził arystokrację, kler i monarchów. Dlatego wstąpił do loży masońskiej Cagliostra oraz brał udział w antymonarchistycznych zamieszkach w Paryżu, podczas których został ranny. Długo nie umiał wybaczyć córce związku z Izydorem de Charny. Gdy żona zmarła, zmusił księdza Fortier do przeprowadzenia jej chrześcijańskiego pochówku. Po ścięciu Ludwika XVI wyjeżdża do Ameryki wraz z Gilbertem i Sebastianem - przed wyjazdem ostatecznie godzi się z córką. Występuje w części III i IV.
Sebastian Gilbert – syn Honoriusza Gilberta i Andrei de Taverney. Urodził się w wyniku gwałtu dokonanego przez Honoriusza na będącej w transie hipnotycznym Andrei. Gdy się urodził, ojciec uprowadził go matce i jej rodzinie, po czym ukrył na wsi, dając na wychowanie rodzinie Pitou. Sebastian dorastał tam, mając za mlecznego brata i przyjaciela Anioła Pitou. Razem chodzili do tej samej szkoły księdza Fortiera, ale Sebastian opuścił ją wcześniej, udając się na studia do Paryża. Tam wiele razy był świadkiem przejażdżki bardzo pięknej damy, którą wziął za swoją matkę (i rzeczywiście, była to Andrea). Gdy Honoriusz został aresztowany, syn chciał go ocalić i dołączyć do walk na ulicach, ale Billot z obawy o jego życie odradził mu to. Wkrótce potem odnalazł matkę, która również go poznała. Niestety hrabina de Charny zawiodła syna, wyrażając się z nienawiścią o jego ojcu, a potem wstydząc się swego jedynego dziecka przed mężem. Sebastian opuścił więc ją i wrócił do ojca, ale później pogodził się z matką i widywał ją. Pod koniec IV części wraz z ojcem i Billotem wyjeżdża do Ameryki. Występuje w części I (jako niemowlę), III i IV. W powieści "Kawaler de Maison-Rouge" Dumas sugeruje, że młody człowiek o nazwisku Sebastian Gilbert był strażnikiem w więzieniu, w którym zamknięta była Maria Antonina. Nie wiadomo jednak, czy chodzi tutaj o postać z cykli "Pamiętniki lekarza" - możliwe, że jest to po prostu jeden z licznych błędów popełnianych przez Dumasa w jego książkach.
Wicehrabia Izydor de Charny – młodszy brat Oliviera, ukochany Katarzyny Billot, którą wbrew poglądom Anioła Pitou i pana Billot traktował poważnie. Pomagał okolicznym chłopom, choć ci nienawidzili go jako "paniska". Lekko wyśmiewał Pitou z powodu jego zbyt długich nóg. Z żalem wyjechał do Paryża na wieść o śmierci swego brata, Jerzego de Charny, ale wkrótce wrócił po swoją ukochaną. W ich wymianie korespondencji pośredniczył Anioł Pitou. To z jego pomocą również Izydor uniknął śmierci z rąk wściekłego Billota i uciekł z Katarzyną. Ojciec synka Katarzyny Billot. Zabity w walce podczas aresztowania rodziny królewskiej próbującej uciec za granicę w czerwcu 1791 r. Występuje w części III i IV.
Baron Jerzy de Charny – brat Oliviera i Izydora. Służył królowi. Zginął w obronie królewskiej rodziny zabity przez paryżan, którzy wdarli się do Wersalu w październiku 1789 r. Występuje w części III.
Ksiądz Fortier – mieszkaniec wsi, w której mieszkał Anioł Pitou. Prowadził szkołę, w której uczyli się Pitou i Sebastian Gilbert. Ksiądz był jednak człowiekiem bardzo surowym, chwilami wręcz okrutnym. Uczniów, którzy mu się narazili, bez skrupułów bił rózgą. Anioła Pitou wyrzucił ze szkoły za barbaryzmy i inne błędy w łacinie. Był fanatykiem, despotą i tyranem, nie znosił sprzeciwu. Uważał, że jako człowiek starszy zasługuje na szacunek bez względu na swoje czyny. Dziwił się, że ktokolwiek jest w stanie mu się przeciwstawić. Fortier został utemperowany podczas wybuchu rewolucji, gdy Pitou z młodzikami odebrał mu strzelby z jego prywatnego muzeum, a także gdy Billot zmusił go do prowadzenia mszy według nowych zwyczajów. Fortier to kolejny, ukazany przez Dumasa, podły, prymitywny i okrutny duchowny, do tego również ignorant wymierzający rózgą sprawiedliwość, ale także i przedstawiciel starego systemu zniszczonego przez rewolucję. Odmówił chrześcijańskiego pochówku pani Billot ze względu na nienawiść do jej męża - rewolucjonisty, za co spotkały go cięgi ze strony pana Billot. Potępił również Katarzynę za posiadanie nieślubnego dziecka. Występuje w części III i IV.
Róża Angelika Pitou – ciotka Anioła, kobieta okrutna i despotyczna, dewotka i skąpiradło. Siostrzeńcem zaopiekowała się tylko dlatego, że Gilbert płacił na jej na jego utrzymanie. Gdy jednak Anioł został wyrzucony ze szkoły, a chłopak, wróciwszy do domu, zjadł pajdę chleba z grubą porcją sera, ciotka przegnała go z domu. Później zrobiła to samo, gdy powróciwszy z Paryża, zjadł jej starego koguta w potrawce (choć nie omieszkała wziąć za niego zapłaty). Umarła z głodu i zimna, do końca życia oszczędzając na sobie ile się da oraz obrażając się na bratanka, który w jej oczach kompromitował ją, zostając rewolucjonistą. Po jej śmierci Anioł Pitou znalazł w jej starym fotelu zaszyty stos złota. Występuje w części III i IV. 
Postacie fikcyjne z powieści "Kawaler de Maison-Rouge":
Kawaler de Maison-Rouge – tytułowy bohater. Wraz z Dixmerem i jego żoną szykował spisek mający na celu uratowanie Marii Antoniny i zabranie jej za granicę. W siwej peruce i miejskim ubraniu żył jako wspólnik Dixmera, pan Morand. Jako kawaler de Maison-Rouge organizował plany ucieczki królowej, jak i również pomagał ludziom, którym zdołał (np. ocalił Maurycego przed linczem ze strony ludu). Niestety wszelkie jego plany zostały udaremnione, a sama królowa poszła na gilotynę. Kawaler jednak trwał przy niej wiernie aż do końca. Stał pod gilotyną i patrzył na jej śmierć, po czym popełnił samobójstwo, przebijając się nożem. Był człowiekiem dobrym, szlachetnym, odważnym i honorowym. Prawdziwy arystokrata. Postać właściwie bez skazy. Jego nazwisko wskazuje na to, że jest on Filipem de Taverney (którego drugim nazwiskiem było Maison-Rouge), choć nie jest to powiedziane wprost.
Maurycy Lindey – młody rewolucjonista, przyjaciel samego Dantona. Wierzył w rewolucję i jej prawa, choć gardził motłochem, który zabija dla przyjemności. Czuwał nad porządkiem podczas egzekucji Ludwika XVI (gdy opowiadał o tym wydarzeniu zaznaczał, że będąc tam zabiłby zarazem tego, kto by chciał uwolnić króla, jak i tego, kto by mu chciał ubliżyć). Ma szacunek wielki do dawnych monarchów, nienawidzi podłości, mściwości i okrucieństwa. Zakochany w Genowefie Dixmer, którą ocalił przed aresztowaniem, wszedł z nią w romans, bojąc się jednak, że kobieta ma innego kochanka – pana Moranda, wspólnika swego męża. Miłość do Genowefy jest dla niego jedyną ważną rzeczą. Kiedy myśli, że ukochana go nie chce, załamuje się. Gdy wskutek działań Dixmera Genowefa zostaje aresztowana, a on sam ma podzielić jej los, pozwala na to, wcześniej jednak zabijając  męża swej ukochanej, a następnie wkrada się do lochu, by wraz z nią umrzeć na gilotynie.
Genowefa Dixmer – młoda mężatka, żona garbarza i kupca Dixmera, ukochana Maurycego. Wydana za mąż za człowieka, którego nie kochała, wraz z nim i kawalerem de Maison-Rouge (którego kochała jak brata) brała udział w spisku na rzecz uwolnienia Marii Antoniny. Poznawszy Maurycego, który ją ocalił przed aresztowaniem, zakochała się w nim, ale czuła się nieszczęśliwie oszukując męża. Problem jednak pojawił się dopiero wtedy, gdy Dixmer kazał żonie uwodzić Maurycego, by wziął on udział w ich spisku (oczywiście nieświadomie). Genowefa poczuła się okropnie, bowiem spotykając się co dzień z młodym rewolucjonistą, zakochała się w nim naprawdę. Podczas obławy, gdy jej mąż zniknął, uciekła do kochanka. Niestety mąż znalazł ją, a odkrywszy prawdę o jej uczuciach, zabrał ją ze sobą i doprowadził do jej aresztowania podczas nieudanej próby uwolnienia królowej. Skazana za spisek przeciwko rewolucji została ścięta na gilotynie razem z ukochanym Maurycym, który jej nie opuścił w trudnej chwili. Kobieta pełna szlachetności, dobroci i ciepła, ale też braku rozsądku i zimnego kalkulowania. Nie umiała uknuć dobrego planu; nie znała, co to fałsz i mściwość. Nie zdradziła męża, który z mściwości posłał ją na śmierć; nie chciała jego zguby.
Maksymilian Jan Hiacynt Lorin – młody rewolucjonista, przyjaciel Maurycego, człowiek szlachetny i sympatyczny, choć nieco zwariowany. Często wymyślał na doczekaniu wiersze i nimi opisywał całą sytuację. Nienawidził Simona, którego nieraz obił (mszcząc się za katowanie małoletniego Ludwika XVII). Nie przejmował się niczym. Miłość nie była dla niego problemem, jak dla Maurycego. On sam umiał się bawić i cieszyć nawet w tak ciężkich czasach, w jakich przyszło mu żyć. Przez działalność Dixmera oraz donosy Simona został oskarżony o zdradę stanu i skazany na śmierć. Lecz nawet wtedy nie stracił poczucia humoru, dalej rymował i się śmiał. Gdy Maurycy dał mu szansę ucieczki, ten wykorzystał ją jedynie po to, by zemścić się na Dixmerze, ale gdy odkrył, że ten już nie żyje, wrócił do przyjaciół. Zginął na gilotynie wraz z Maurycym i Genowefą, przed śmiercią wołając: “Niech żyje Simon!”.
Dixmer – mąż Genowefy, z zawodu garbarz i kupiec. Miał mnóstwo pieniędzy, więc z łatwością pozyskał sobie ślub z piękną i sporo młodszą od niego kobietą, którą traktował jak swoją własność. Należał do spisku mającego na celu uwolnienia Marii Antoniny, ale w przeciwieństwie do wspólników był okrutny, despotyczny i podły. Nie miał najmniejszych skrupułów, by stręczyć Maurycemu swoją żonę w celu wciągnięcia go w swój plan ocalenia królowej. Gdy jednak odkrył, że kochanków naprawdę połączyła miłość, zemścił się na nich, doprowadzając do aresztowania Genowefy. Ale nie wystarczyło mu to. Chciał jeszcze przed śmiercią ją podręczyć i skrzywdzić słowem "wiarołomna” rzucanym bez przerwy i mściwym głosem. Uniemożliwił mu to Maurycy zabijając go w pojedynku na szpady. Dixmer to odrażająca postać, niebudząca nawet najmniejszej sympatii.
Heloiza Tison – młoda kwiaciarka, córka państwa Tison, którzy byli gubernatorami twierdzy Temple, gdzie siedziała Maria Antonina.
Heloiza należała do spisku kawalera de Maison-Rouge. Przekazywała królowej wiadomości od niego – wiadomości były ukryte w kwiatach, które sprzedawała. Wykryta na skutek donosu własnej matki, została aresztowana i ścięta na gilotynie. 
Artemiza – śpiewaczka i aktorka, kochana Lorina. Mianowana na jego wniosek Boginią Rozumu. Przyjaciółka Heloizy Tison. Zdradziła jej nazwisko Lorinowi, by ten mógł ratować Maurycego.

## Powieści a historia
Cykl Pamiętniki lekarza to typowe powieści historyczne. Pomimo to, jak to często bywa, Dumas pozmieniał w nich niektóre fakty. Oto przykłady:
- Lorenza umiera zabita przez Altotasa.
- Bastylia została wzięta szturmem, ale według źródeł historycznych, nie był on tak krwawy, jak opisano go w powieści.
- Noc poślubna Marii Antoniny nie udała się z powodu impotencji Ludwika XVI. W powieści zaś z powodu burzy.
- W książkach pominięto fakt, iż przez 7 pierwszych lat małżeństwa Maria Antonina pozostała dziewicą.
- Sama postać Marii Antoniny została dość mocno wybielona przez Dumasa, który ukazał ją jedynie jako postać tragiczną, jak i nieco zbyt pewną siebie królową.